# جيم فوران
جيم فوران (بالإنجليزية: Jim Foran)‏ هو لاعب كرة قاعدة أمريكي، ولد في 1848 في نيويورك في الولايات المتحدة، وتوفي في 30 يناير 1928 في لوس أنجلوس في الولايات المتحدة.

## وصلات خارجية
- جيم فوران على موقعبيزبول رفرنس.كوم (الدوري الرئيسي) (الإنجليزية)
- جيم فوران على موقعبيزبول رفرنس.كوم (الدوري الثانوي) (الإنجليزية)